# Хилсборо (Северна Каролина)
Хилсборо (енгл. Hillsborough) град је у америчкој савезној држави Северна Каролина.

## Демографија
По попису из 2010. године број становника је 6.087, што је 641 (11,8%) становника више него 2000. године.
| Група             | 2000.         | 2010.         |
| Белци             | 3.229 (59,3%) | 3.649 (59,9%) |
| Афроамериканци    | 1.897 (34,8%) | 1.793 (29,5%) |
| Азијати           | 31 (0,6%)     | 101 (1,7%)    |
| Хиспаноамериканци | 152 (2,8%)    | 404 (6,6%)    |
| Укупно            | 5.446         | 6.087         |